# Beatriz Parejo Alonso
Beatriz Parejo Alonso (l'Hospitalet de Llobregat, 23 d'octubre de 1987) ha estat una jugadora i entrenadora de softbol catalana. Va acabar la seva trajectòria esportiva al CB Viladecans i també sent l'encarregada de la tecnificació de les llançadores dels equips sub 15 i sub 18 de la Federació de Navarra i del CB Viladecans.
Va formar part de diferents clubs d'àmbit nacional i estatal; l'Hercules l'Hospitalet, on es va iniciar com a jugadora en aquest esport, el CB Viladecans, el CBS Sant Boi, l'Atlético San Sebastián i el CBS Rivas de Madrid. A nivell internacional ha jugat als equips italians Old Parma, Caserta i La Sestese.
Va anunciar la seva retirada el passat 3 de març de 2024.

## Palmarès nacional
Ha estat sis vegades campiona de la lliga nacional de softbol. Amb el CS Viladecans al 2010 i 2011, amb el CBS Sant Boi al 2013, amb l'Atlético San Sebastián al 2018 i amb el CB Rivas de Madrid al 2019 i 2020.
Ha guanyat la Copa de la Reina en nou ocasions. Amb el CS Viladecans el 2010 i 2011, amb el CBS Sant Boi el 2013, 2014, 2015 i 2016, amb l'Atlético San Sebastián el 2018 i amb el CBS Rivas el 2019 i 2020.

## Palmarès internacional
En l'àmbit internacionalha jugat a les lligues de la República Txeca i Itàlia. A la República Txeca va formar part del Eagles Praha (2011) i Zraloci Ledenice (2013). A Itàlia va jugar a l'Old Parma (2014), al Caserta Softball (2018) i al Sestese (2019). Va ser dues vegades campiona de la Liga A2 d'Itàlia amb el Caseta (2018) i La Sestese (2019).

## Selecció espanyola
Amb la selecció espanyola sub 22 va guanyar la medalla de bronze al Campionat d'Europa de 2008. Amb la selecció absoluta va ser cinquena del Campionat d'Europa de 2019.

## Carrera científica professional
Beatriz Parejo té un doctorat en Bioquímica i Biologia Molecular per la Universitat de Saragossa l'any 2023.
El 2024 va ser reconeguda als III Premis Aseica (Associació Espanyola d'Investigació sobre el Cáncer) com una de les 25 guanyadores al impuls de vocacions científiques.
Actualment és investigadora postdoctoral a l'Institut d'Investigació Sanitària d'Aragó, en l'àmbit de la investigació sobre el càncer, específicament en el càncer de pàncrees, sobre aquesta matèria ha dut a terme més d'una cinquantena d'articles i capítols de llibres.